# Аксаков, Григорий Сергеевич
Григо́рий Серге́евич Акса́ков (1820—1891) — уфимский и самарский губернатор; тайный советник.

## Биография
Родился 4 (16) января 1820 года в селе Знаменское Оренбургской губернии. Происходил из дворянского рода Аксаковых; сын писателя Сергея Тимофеевича Аксакова.
В июне 1840 года окончил с чином X класса Санкт-Петербургское Императорское училище правоведения (1-й выпуск) и 16 июня того же года был определён в канцелярию Второго департамента Сената; 17 мая 1841 года был перемещён в канцелярию Седьмого департамента. Получил чин титулярного советника 3 июля 1843 года. Причисленный к Министерству юстиции с 9 августа 1844 года, исправлял должность товарища (заместителя) председателя Владимирской палаты гражданского суда. Затем, в чине коллежского асессора (06.07.1845), исправлял должность оренбургского губернского (с 05.12.1845) и симбирского губернского прокурора (с 21.09.1846).
В Симбирске, в Спасо-Вознесенском соборе, 8 января 1848 года Г. С. Аксаков обвенчался с Софьей Александровной Шишковой; 26 декабря 1848 года у них родилась дочь Ольга.
В чине надворного советника (21.01.1850, со старшинством с 06.07.1848) был причислен, 4 июня 1850 года, к Министерству внутренних дел; ревизовал торговую деятельность в Санкт-Петербурге. После получения чина коллежского советника (29.01.1852, со старшинством с 19.10.1851) в апреле 1852 года был назначен оренбургским вице-губернатором. Через год, 20 июня 1853 года, по неизвестным причинам уволился от службы.
В конце 1855 году он был возвращён на службу: 27 ноября он был назначен самарским вице-губернатором. В августе 1856 года он получил медаль на владимирской ленте в память Крымской войны, а затем (17.04.1857) очередной чин статского советника. В следующем году он был уволен от должности самарского вице-губернатора и некоторое время (11.12.1858 — 11.08.1859) состоял членом от правительства в Оренбургском дворянском комитете по устройству быта помещичьих крестьян. За труды по освобождению крестьян он получил серебряная медаль на александровской ленте (1861) и особые знаки отличия (в 1863, 1867 и 1869 гг.).
В мае 1861 года он получил должность мирового посредника Бузулукского уезда Самарской губернии, а уже 23 июня 1861 года был назначен исправляющим должность оренбургского гражданского губернатора (утвержден в этой должности с производством в действительные статские советники 17 апреля 1862 года).

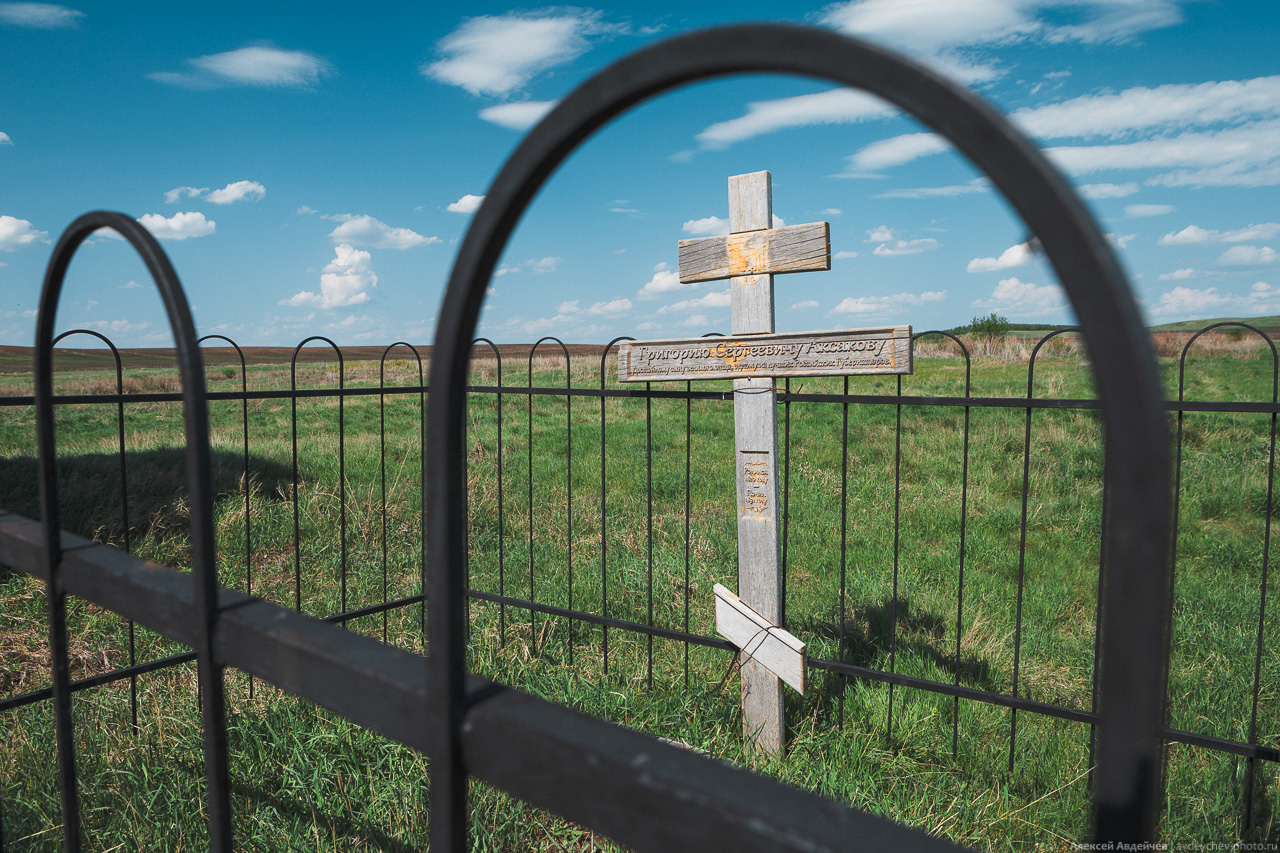
Могила Аксакова

С 11 июня 1865 года Г. С. Аксаков — губернатор только что образованной Уфимской губернии. При нём был создан Уфимский губернский музей, построен городской театр, открыта женская гимназия.
20 января 1867 года Г. С. Аксаков был переведён на должность самарского губернатора. Сразу после принятия должности включился в работу: принимал участие в работе комитета по постройке нового кафедрального собора, благодаря его заботе в Самаре были открыты общественный сад, Александровский приют, налажено телеграфное сообщение со всей Россией, уделялось большое внимание школам и больницам. В годы губернаторства Аксакова был открыт Окружной суд, созданы органы городского самоуправления, укрупнены уезды. С 1 января 1871 года Г. С. Аксаков — тайный советник. В этом же году Самару посетил император Александр II, который остался очень доволен положением дел в Самаре и удостоил Аксакова своего Высочайшего благоволения. В декабре 1872 года Г. С. Аксаков вышел в отставку — «по домашним обстоятельствам».
В дальнейшем он участвовал в деятельности губернской земской управы, губернского дворянского собрания, с 1884 года и до самой смерти занимал пост губернского предводителя дворянства, занимался благотворительной деятельностью.
В 1873 году Аксаков организовал сбор средств для голодающих крестьян губернии и вскоре получил звание Почётного гражданина Самары, в 1874 году в Самарской мужской гимназии учреждены 10 стипендий имени Аксакова.
Умер 24 февраля 1891 года. Похоронен был в родовом имении Страхово, могилу Григория Сергеевича Аксакова и его родных исследователи смогли найти только в августе 2020 года. Археологи обнаружили захоронение у Никольского храма, который находился на территории семейной усадьбы губернатора.

## Награды
За свою государственную деятельность Аксаков был награждён орденами, включительно до: ордена Св. Станислава 1-й степени (13.04.1864), ордена Св. Анны 1-й степени (01.01.1867), ордена Св. Владимира 2-й степени (01.01.1886); имел орден Белого Орла (01.01.1889), много раз отмечался Высочайшими благоволениями и премиями.

## Семья

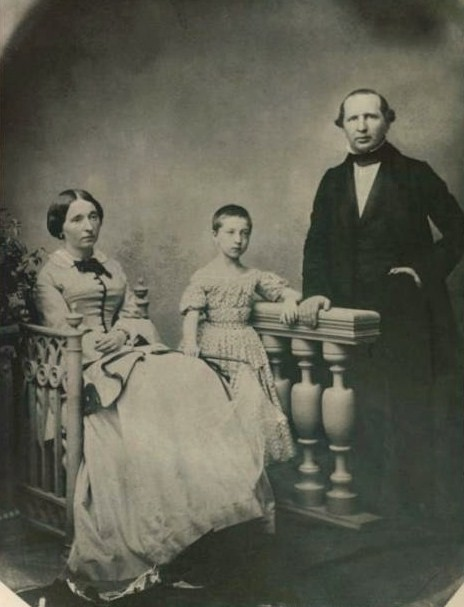
Аксаков с женой и дочерью Ольгой (1855)

Жена (с 08.01.1848) — Софья Александровна Шишкова (1830—27.06.1883), внучатая племянница А. С. Шишкова, дочь корнета Александра Фёдоровича Шишкова (ок. 1788—после 1847) от брака его с Марией Алексеевной Булгаковой (ок. 1800—после 1848). Венчание было в Симбирске, в Спасовознесенском соборе.  С. Т. Аксаков писал о своей невестке: «Наша милая бесценная Сонечка вошла в новое семейство, как будто она жила в нем весь свой век, так сходны были наши с нею чувства. Ей не к чему было привыкать и примеряться». Состоятельная помещица Софья Александровна была активной благотворительницей. Состояла попечительницей Уфимской женской гимназии, по её инициативе в Уфе было построено первое театральное здание и заложены Театральный сад и липовая аллея, впоследствии названная в её честь — Софьюшкина аллея.ХМК РФ, 2020. 200 лет со дня рождения Г. С. Аксакова
Дети:
- Ольга (1848—1921), в 1910 году была владелицей имения в 98 «гектаров» при унаследованном от матери селе Языково Бузулукского уезда и имения в 628 «гектаров» при селе Надеждино (Куроедово) Белебеевского уезда, в котором в 1889 году основала кумысолечебное заведение; в 1921 году была научным сотрудником Общества археологии, истории и этнографии при Самарском университете.
- Мария (21.10.1853—?), родилась в Париже.
- Наталья (1860—1886)
- Сергей (1861—1910). Был женат на Серафиме Ивановне Свешниковой (1858—1915), дочери контр-адмирала Ивана Ивановича Свешникова и сестре видного петербургского юриста Митрофана Свешникова; их сын Сергей (1890—1968) — известный советский композитор и музыкальный педагог. В 1900 году за Сергеем Григорьевичем Аксаковым значилось 2871 «гектаров» при селе Страхово Бузулукского уезда Самарской губернии и 7887 «гектаров» при селе Дмитриевское Белебеевского уезда. 
  - Внук Сергей (1890/91—1968), композитор
- Константин (1864—?).

## Память
- Почта России выпустила конверт с изображением губернатора Григория Аксакова. Акцию приурочили к 200-летию со дня рождения самарского губернатора[7][8].

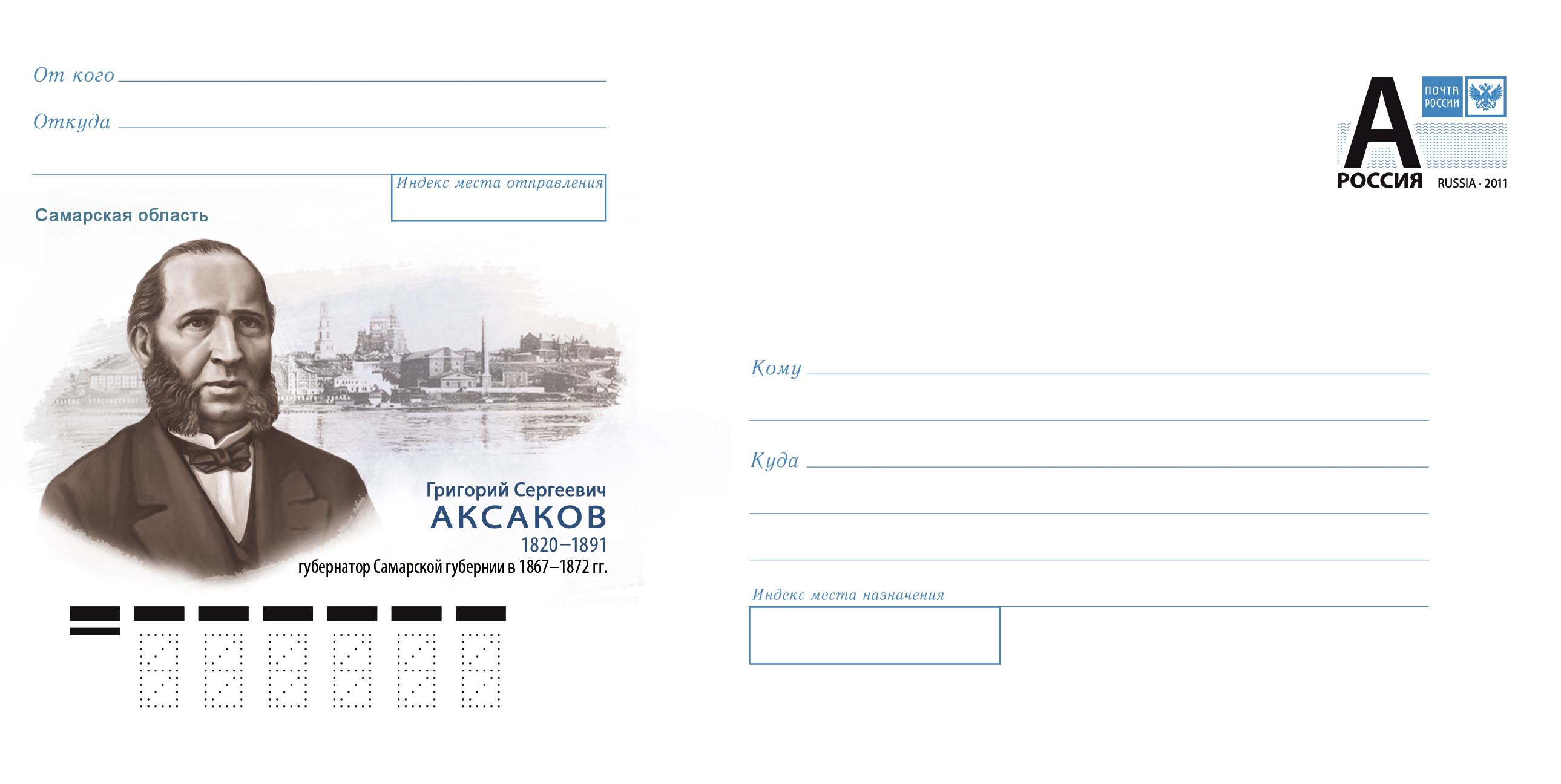
ХМК РФ, 2020. 200 лет со дня рождения Г. С. Аксакова.